# مرسيدس بنز دبليو 108
مرسيدس بنز دبليو 108 (بالإنجليزية: Mercedes-Benz W108)‏ هي سيارة من صناعة مرسيدس بنز أنتجت في 1965.